# Argos (Album)
Argos ist das Debütalbum der Mainzer Retro-Prog-Band Argos. Es wurde 2008 eingespielt und Anfang 2009 via Musea Records veröffentlicht.

## Stil und Rezeption
Auf „Argos“ frönt das Trio mit Unterstützung seitens des Gastgitarristen Rico Florczak, der später der Band als Vollmitglied beitreten sollte, dem Canterbury Sound der 70er Jahre. Als deutliche Einflüsse werden oft Bands wie Caravan und Soft Machine, aber auch etwa The Beatles genannt.
Das Album besteht aus drei Teilen, die jeweils eine Hommage an einen bestimmten Musikstil der 60er und 70er Jahre bilden. In Teil 1 („Nursed By Giants“) herrscht klassischer Progressive Rock im Stil von Gentle Giant und Van der Graaf Generator vor, Teil 2 („Canterbury Souls“) wird vom Canterbury Sound getragen. Im dritten Teil („From Liverpool To Outer Space“) schließlich werden Beatles-Reminiszenzen hörbar.
Auch textlich stellt das Album eine Verbeugung vor den musikalischen Vorbildern dar:

“Caravan and Soft Machine and Hatfield and the North”

Als hauptsächlicher negativer Kritikpunkt wird oft der stark an Caravan orientierte Gesang genannt; dennoch konnte das Album Rezensenten überwiegend überzeugen, so vergab etwa Dave Sissons von den Dutch Progressive Rock Pages 8,5 von 10 möglichen Punkten.

## Titelliste
1. Part 1: Nursed By Giants
  1. Killer (4:39)
  2. The King Of Ghosts (5:10)
  3. Black Cat (3:38)
  4. A Name In The Sand (4:23)
  5. Core Images (5:10)
2. Part 2: Canterbury Souls
  1. The Hat Goes North (2:45)
  2. Young Persons Guide To Argos (3:57)
  3. Ten Fingers Overboard (3:11)
  4. Norwegian Stone Shortage (3:06)
3. Part 3: From Liverpool To Outer Space
  1. Further Apart (2:22)
  2. Time For Love (3:51)
  3. Meet The Humans (2:27)
  4. Elektro-Wagner (2:47)
  5. Passing Through (5:25)